# Zsuzsanna Kranjecz
Zsuzsanna Kranjecz (Budapest, 17 luglio 1964) è un'ex cestista ungherese.

## Carriera
Con l'Ungheria ha disputato i Campionati europei del 1985, vincendo la medaglia di bronzo.